# Campanula khorasanica
Campanula khorasanica là loài thực vật có hoa trong họ Hoa chuông. Loài này được (Rech.f. & Aellen) Rech.f. mô tả khoa học đầu tiên năm 1965.